# Alain Moineau
Alain Moineau (Clichy, 15 maggio 1928 – Marsiglia, 20 ottobre 1986) è stato un ciclista su strada francese.
Professionista dal 1950 al 1956, vinse la medaglia di bronzo ai Giochi della XIV Olimpiade di Londra nel 1948 nella cronosquadre. Anche suo padre Julien Moineau fu un ciclista professionista.

## Carriera
Dopo aver fatto parte della nazionale francese che prese parte ai Giochi della XIV Olimpiade a Londra nel 1948 vincendo la medaglia di bronzo nella prova a squadre contro il tempo ed essere arrivato undicesimo nella prova in linea, passò professionista con la squadra italiana Ganna, riuscendo ad ottenere subito alcune vittorie, fra cui una tappa nel 1950 al Tour de Luxembourg, e arrivando nono nella Milano-Sanremo.
Nella sua carriera professionistica, ottenne sei vittorie e alcuni piazzamenti rilevanti, come l'ottavo posto alla Milano-Sanremo 1951, il secondo posto nella corsa a tappe Paris-Saint'Etienne nel 1952, il quinto posto nel Grand Prix Frejus nel 1953, il secondo nel Bourg-Genève-Bourg nello stesso anno e il terzo posto nel Grand Prix Nice nel 1954.

## Palmarès
- 1948 (dilettanti)

Paris-Tours Amateurs
Paris-Evreux
- 1950

Circuit des Cols Pyrénéens
3ª tappa 1ª semitappa Tour de Luxembourg
1ª tappa Tour de l'Ouest
- 1951

Circuit des Cols Pyrénéens
- 1952

Grand Prix Nantes
3ª tappa Tour d'Algerie

## Piazzamenti

### Grandi Giri
- Tour de France

1950: ritirato
1952: ritirato

### Classiche monumento
- Milano-Sanremo

1950: 9º
1951: 8º
1953: 40º
1954: 13º
- Giro delle Fiandre

1952: 21º
- Parigi-Roubaix

1952: 49º
- Giro di Lombardia

1950: 33º

### Competizioni mondiali
- Giochi olimpici

Londra 1948 - Cronosquadre: 3º
Londra 1948 - In linea: 11º